# Мусин-Пушкин-Брюс, Василий Валентинович
Граф Василий Валентинович Мусин-Пушкин (1773—1836) — русский придворный и дипломат, посол при дворе Фердинанда Сицилийского, великий мастер Великой ложи «Астрея». После венчания унаследовал большое состояние графов Брюсов и стал именоваться граф Мусин-Пушкин-Брюс.

## Биография
Сын генерал-фельдмаршала Валентина Платоновича Мусина-Пушкина и Прасковьи Васильевны, дочери князя Долгорукова-Крымского. С 1792 года учился в Гёттингенском университете. С 1793 года — камергер при дворе великого князя Александра Павловича, в 1827-34 годах — обер-шенк.
В 1795—1800 годах был посланником на Сицилии (с 1795) и в Неаполе (с 1797). С 1800 года до 1812 года — служил при Коллегии иностранных дел. Не утруждал себя государственной службой, вёл легкую, красивую столичную жизнь: балы, литературные салоны, торжественные приёмы, театральные премьеры, участие в масонских ложах. В круг знакомых графа входил Пушкин. Был выдающимся масонским деятелем — великим мастером Великой ложи «Астрея». Входил также в симбирскую ложу «Ключ к добродетели».
С 1803 года был членом репертуарного комитета при Дирекции Императорских театров. С 1835 года был председателем Императорского общества поощрения художеств и поддерживал близкую дружбу с сенатором князем И. А. Гагариным. Имел репутацию «щёголя». С. П. Жихарев в своих дневниках писал, что «граф Василий Валентинович Мусин-Пушкин, очень толстый, но приятной наружности человек, с открытым лицом и очень добродушною физиономией; он большой любитель спектаклей французского, русского театров и ежедневно бывает в одном из них».
Мусин-Пушкин-Брюс собирал коллекцию западноевропейской живописи, скульптуры и фарфора. По сведениям М. И. Пыляева, «граф был богат и сам; он имел более 20 тысяч душ крестьян и за женой взял еще 14 тысяч. Он жил очень расточительно. Болотов говорит, что он был во всех щегольствах и во всем луксусе первый во всей Москве».
После отставки в 1812 году часто жил в небольшом одноэтажном деревянном доме (1800 года постройки) в родовом имении Заборовка Симбирской губернии; лично руководил всеми делами поместья, слыл «крестьянским меценатом», помогая отдельным нуждающимся крестьянским семьям, и много жертвуя на нужды Златоустовской церкви, построенной дедом, Платоном Ивановичем Мусиным-Пушкиным. Скончался в Москве, похоронен на кладбище Симонова монастыря.

## Семья и потомство

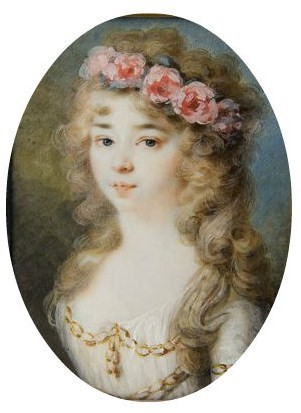
Екатерина Яковлевна

После женитьбы в 1793 году на графине Екатерине Яковлевне Брюс (1776—1829), последней из русских Брюсов, получил в ноябре 1796 года разрешение присоединить к своей фамилии девичью фамилию жены. Унаследовал обширные имения тестя, московского генерал-губернатора Я. А. Брюса, включая подмосковные Глинки, но состояние быстро промотал.
С женой граф Мусин-Пушкин-Брюс жил в разъезде. Потомства мужского пола не оставил, но имел трёх внебрачных дочерей, получивших фамилию Темировы — от актрисы Нимфодоры Семёновны Семёновой, которую долгие годы содержал. Дочь Прасковья Васильевна (ум. 1842) была замужем за нижегородским помещиком, генерал-майором князем Иваном Алексеевичем Гагариным (1800—1867); Екатерина Васильевна — за сыном Д. Н. Бологовского, Николаем Дмитриевичем; Мария Васильевна — за губернатором Олонецкой губернии Николаем Павловичем Волковым.

## Награды
- Орден Святой Анны 1-й ст. (18 ноября 1806)[6].
- Орден Святого Иоанна Иерусалимского, командорский крест[7].
- Орден Святого Александра Невского (5 декабря 1828)[8][9]. Как указано в Высочайшей грамоте[10] орден был всемилостивейше пожалован «в воздание за усердную … службу и за ревностное исполнение … особо данного поручения» — в качестве Верховного маршала возглавить Печальную комиссию «для учинения нужных распоряжений к погребению тела» скончавшейся 24 октября 1828 г. в Зимнем дворце императрицы Марии Фёдоровны[11].